# ديف بارتولوميو
ديف بارتولوميو (بالإنجليزية: Dave Bartholomew)‏ هو كاتب أغاني ومنتج أسطوانات أمريكي، ولد في 24 ديسمبر 1920 في إدجارد في الولايات المتحدة.

## وصلات خارجية
- ديف بارتولوميو على موقع IMDb (الإنجليزية)
- ديف بارتولوميو على موقع الموسوعة البريطانية (الإنجليزية)
- ديف بارتولوميو على موقع ميوزك برينز (الإنجليزية)
- ديف بارتولوميو على موقع قاعدة بيانات برودواي على الإنترنت (الإنجليزية)
- ديف بارتولوميو على موقع أول ميوزيك (الإنجليزية)
- ديف بارتولوميو على موقع ديسكوغز (الإنجليزية)